# 부카섬모자이크꼬리쥐
부카섬모자이크꼬리쥐(Melomys spechti)는 쥐과에 속하는 설치류의 일종이다. 오세아니아에서 발견된다. 파푸아뉴기니 북동부 지역 부건빌 자치주 부카섬의 토착종이다.